# Daniela Kosinová-Valtová
Daniela Valtová Kosinová (* 8. dubna 1977 v Hradci Králové) je česká varhanice, která pochází z Chrudimi.

## Životopis
Studovala varhany na Konzervatoři Pardubice u Doc. Václava Rabase, v roce 1997 byla přijata na Hudební fakultu AMU v Praze do třídy Doc. Jaroslava Tůmy. V akademickém roce 2001/2002 získala stipendium a studovala na Hochschule für Musik und Theater v Hamburku u prof. Wolfganga Zerera. V roce 2002 získala třetí cenu a titul laureáta na Mezinárodní varhanní soutěži v Brně. Aktivně se zúčastnila mistrovských kurzů L. Ghielmiho, J. Laukvika a B. Foccrouella.

## Koncerty
V květnu 2007 vystoupila spolu s fenomenální anglickou trumpetistkou Alison Balsom na recitálu v rámci Pražského Jara v Dvořákově síni Rudolfina, v témže roce debutovala sólovým recitálem v lipském Gewandhausu. Zastává funkci vedoucí klávesových nástrojů v Symfonickém orchestru hl. m. Prahy FOK, kde vystupuje také jako sólistka. Dále spolupracuje s Českou filharmonií, se kterou navštívila v roce 2014 USA (např. Carnegie Hall) a se kterou v březnu 2015 vystoupila jako sólistka v Janáčkově Glagolské mši v koncertní síni Musikverein ve Vídni. Dále spolupracuje se Symfonickým orchestrem Českého rozhlasu a dalšími tělesy a předními umělci. Od dětství se zabývá také kompozicí; její skladby zazněly na vlnách amerického rádia WPRB Princeton New Jersey, holandského rádia Mona Lisa Amsterodam, Českého rozhlasu a na četných koncertech doma i v zahraničí. Je členkou Kaprálová Society se sídlem v Torontu. V současné době také úspěšně prezentuje svou vlastní hudbu na pomezí jazzu, blues a podobných žánrů. V roce 2010 vydala své debutové album MEETING POINT, v roce 2012 byla pozvána na Mezinárodní festival jazz / world music v Koktebelu.